# Pirates (videojuego de 1994)
Pirates es un videojuego de tipo arcade publicado en 1994 por la empresa NIX. Se trata de un clon del Cabal, pero con un tema de piratas.